# إريكا بورغس
إريكا بورغس (بالإنجليزية: Erika Burgess)‏ هي لاعبة كرة الشبكة نيوزيلندية، ولدت في 1 أكتوبر 1984.